# Saint-Vivien (Dordonha)
Saint-Vivien é uma comuna francesa na região administrativa da Nova Aquitânia, no departamento Dordonha. Estende-se por uma área de 8,64 km². Em 2010 a comuna tinha 250 habitantes (densidade: 28,9 hab./km²).